# Sedum sedoides
Sedum sedoides är en fetbladsväxtart som först beskrevs av Joseph Decaisne, och fick sitt nu gällande namn av Carlos Pau, António José Rodrigo Vidal och Lopez. Sedum sedoides ingår i Fetknoppssläktet som ingår i familjen fetbladsväxter. Inga underarter finns listade i Catalogue of Life.